# О’Коннор, Джош
Джош О’Коннор (англ. Josh O'Connor; род. 20 мая 1990) — британский актёр. Наиболее известен по роли Джонни Саксби в фильме «Божья земля», за которую он выиграл премию британского независимого кино в категории «Лучший актёр», а также по роли принца Чарльза в сериале «Корона» от Netflix.

## Биография
О’Коннор родился в Челтнеме, Англия 20 мая 1990 года. В 2011 году он окончил Бристольскую театральную школу.
Первой ролью на телевидении для Джоша стала роль в телесериале «Льюис» 2012 года, где он появился в одном эпизоде. В 2015 году он сыграл роль Ричи в биографическом фильме Стивена Фрирза «Допинг». В следующем году он появился в фильме «Флоренс Фостер Дженкинс», главные роли в котором исполнили Мерил Стрип и Хью Грант.
В 2017 году он снялся в британском драматическом фильме «Божья земля» в роли Джонни Саксби. Премьера фильма состоялась на кинофестивале «Сандэнс» 23 января 2017 года. Фильм получил признание критиков и множественные награды. В мае 2018 года было объявлено, что О'Коннор исполнит роль принца Чарльза в сериале Netflix «Корона».
О'Коннор состоит в отношениях с Марго Хауэр-Кинг, дочерью ресторатора Джереми Кинга.

## Фильмография

### Кино
| Год  | Русское название                | Оригинальное название                  | Роль                       | Примечания                            |
| ---- | ------------------------------- | -------------------------------------- | -------------------------- | ------------------------------------- |
| 2011 |                                 | Michael Myers in Love                  | н/д                        | Композитор Короткометражный фильм     |
| 2012 | Эсхатрилогия: Книга мёртвых     | The Eschatrilogy: Book of the Dead     | зомби                      |                                       |
| 2013 | Одиннадцать великолепных        | The Magnificent Eleven                 | Энди                       |                                       |
| 2014 | Клуб бунтарей                   | The Riot Club                          | Эд                         |                                       |
| 2015 | Бридженд                        | Bridgend                               | Джейми                     |                                       |
| 2015 | Золушка                         | Cinderella                             | страж во дворце            |                                       |
| 2015 |                                 | Holding on for a Good Time             | Чарли                      | Короткометражный фильм                |
| 2015 | Допинг                          | The Program                            | Рич                        |                                       |
| 2016 | Флоренс Фостер Дженкинс         | Florence Foster Jenkins                | Донахи                     |                                       |
| 2016 |                                 | Best Man                               | Дональд                    | Короткометражный фильм                |
| 2017 | Божья земля                     | God's Own Country                      | Джонни Саксби              |                                       |
| 2017 | Цвет его волос                  | The Colour of His Hair                 | Питер                      | Короткометражный документальный фильм |
| 2018 | Только ты                       | Only You                               | Джейк                      |                                       |
| 2019 | В плену надежды                 | Hope Gap                               | Коннор                     |                                       |
| 2020 | Эмма                            | Emma                                   | мистер Элтон               |                                       |
| 2021 | Материнское воскресенье         | Mothering Sunday                       | Пол Шэрингем               |                                       |
| 2022 | Аиша                            | Aisha                                  | Конор Хили                 |                                       |
| 2023 | Химера                          | La Chimera                             | Артур                      |                                       |
| 2023 | Великая                         | Lee                                    | Энтони Пенроуз             |                                       |
| 2024 | Претенденты                     | Challengers                            | Патрик Цвейг               |                                       |
| 2025 | Гений                           | The Mastermind                         | Джеймс Муни                |                                       |
| 2025 | Достать ножи: Проснись, мертвец | Wake Up Dead Man. A Knives Out Mystery | Преподобный Джад Дюпентиси |                                       |
| 2026 | Будущий фильм Стивена Спилберга |                                        |                            |                                       |

### Телевидение
| Год         | Русское название        | Оригинальное название | Роль            | Примечания                       |
| ----------- | ----------------------- | --------------------- | --------------- | -------------------------------- |
| 2012        | Льюис                   | Lewis                 | Чарли Стивенсон | Эпизод: «Generation of Vipers»   |
| 2013        | Доктор Кто              | Doctor Who            | Пётр            | Эпизод: «Cold War»               |
| 2013        | Закон и порядок: Лондон | Law & Order: UK       | Роб Феллоу      | Эпизод: «Dependent»              |
| 2013        |                         | The Wipers Times      | Додд            | Телевизионный фильм              |
| 2013        | Ирландцы в Лондоне      | London Irish          | Джеймс          | Сезон 1, эпизод 2                |
| 2014        | Острые козырьки         | Peaky Blinders        | Джеймс          | Гостевая роль, 3 эпизода         |
| 2014        | Улица потрошителя       | Ripper Street         | Бобби Грейс     | Повторяющаяся роль, 8 эпизодов   |
| 2015        | Отец Браун              | Father Brown          | Лео Бересфорд   | Эпизод: «The Curse of Amenhotep» |
| 2016—2019   | Дарреллы                | The Durrells          | Лоуренс Даррелл | Регулярная роль, 26 эпизодов     |
| 2018        | Отверженные             | Les Misérables        | Мариус Понмерси | Регулярная роль, 3 эпизода       |
| 2019 — 2020 | Корона                  | The Crown             | принц Чарльз    | Регулярная роль, 13 эпизодов     |
| 2021        | Ромео и Джульетта       | Romeo & Juliet        | Ромео           |                                  |

## Награды и номинации
| Награды и номинации                        | Награды и номинации | Награды и номинации                                                       | Награды и номинации                                                 | Награды и номинации | Награды и номинации |
| Награда                                    | Год                 | Категория                                                                 | Номинант                                                            | Результат           | Прим.               |
| ------------------------------------------ | ------------------- | ------------------------------------------------------------------------- | ------------------------------------------------------------------- | ------------------- | ------------------- |
| Премия британского независимого кино       | 2017                | Лучший актёр                                                              | Божья земля                                                         | Победа              | [ 1 ]               |
| Международный ЛГБТ-кинофестиваль в Мадриде | 2017                | Лучший актёр                                                              | Божья земля                                                         | Победа              |                     |
| Международный кинофестиваль в Стокгольме   | 2017                | Лучший актёр                                                              | Божья земля                                                         | Победа              | [ 7 ]               |
| Премия Лондонского кружка кинокритиков     | 2018                | Британский / Ирландский актёр года                                        | Божья земля                                                         | Номинация           | [ 8 ]               |
| Evening Standard British Film Awards       | 2018                | Лучший актёр                                                              | Божья земля                                                         | Номинация           | [ 9 ] [ 10 ]        |
| Evening Standard British Film Awards       | 2018                | Прорыв года                                                               | Божья земля (совместно с Фрэнсисом Ли, Рунгано Ниони и Эмили Бичем) | Номинация           | [ 9 ] [ 10 ]        |
| BAFTA                                      | 2018                | Восходящая звезда                                                         | н/д                                                                 | Номинация           | [ 11 ]              |
| Премия «Империя»                           | 2018                | Лучший дебют                                                              | Божья земля                                                         | Победа              |                     |
| Премия британского независимого кино       | 2019                | Лучший актёр                                                              | Только ты                                                           | Победа              |                     |
| Премия Гильдии киноактёров США             | 2020                | Лучший актёрский состав в драматическом сериале                           | Корона                                                              | Победа              |                     |
| BAFTA TV                                   | 2020                | Лучший актёр второго плана                                                | Корона                                                              | Номинация           |                     |
| Выбор телевизионных критиков               | 2021                | Лучшая мужская роль в драматическом сериале                               | Корона                                                              | Победа              |                     |
| Золотой глобус                             | 2021                | Лучшая мужская роль в телевизионном сериале — драма                       | Корона                                                              | Победа              |                     |
| Спутник                                    | 2021                | Лучшая мужская роль второго плана — мини-сериал, телесериал или телефильм | Корона                                                              | Номинация           |                     |
| Премия Гильдии киноактёров США             | 2021                | Лучший актёрский состав в драматическом сериале                           | Корона                                                              | Победа              |                     |
| Премия Гильдии киноактёров США             | 2021                | Лучшая мужская роль в драматическом сериале                               | Корона                                                              | Номинация           |                     |
| BAFTA TV                                   | 2021                | Лучший актёр                                                              | Корона                                                              | Номинация           |                     |
| Эмми                                       | 2021                | Лучшая мужская роль в драматическом телесериале                           | Корона                                                              | Победа              |                     |